# Rhodostrophia punctaria
Rhodostrophia punctaria là một loài bướm đêm trong họ Geometridae.